# Mamuka Gorgodze

a Compétitions nationales et continentales officielles uniquement.

b Matchs officiels uniquement.
Dernière mise à jour le 4 décembre 2019.
Mamuka Gorgodze (en géorgien მამუკა გორგოძე), né le 14 juillet 1984 à Tbilissi, est un joueur de rugby à XV international géorgien. Il a évolué  aux postes de troisième ligne aile, troisième ligne centre ou deuxième ligne au sein de l'effectif du Montpellier Hérault Rugby puis du Rugby club toulonnais. Surnommé « Gorgodzila » par les supporters de Montpellier, c'est un joueur très dur à plaquer et doué ballon en main.
Il participe à la Coupe du monde 2007, où il joue trois matchs, à la Coupe du monde 2011 et à la Coupe du monde 2015 où il se voit désigné meilleur joueur de la rencontre qui oppose son équipe à la Nouvelle-Zélande. Quatre ans plus tard, il sort de sa retraite internationale pour disputer la Coupe du monde 2019.

## Biographie

### Débuts internationaux
Il honore sa première cape internationale en équipe de Géorgie le 9 mars 2003 contre l'équipe de Russie.

### Carrière à Montpellier HR (2005-2014)
Gorgodze signe à Montpellier en 2005, mais il joue régulièrement avec la réserve et n'a pas énormément de temps de jeu. C'est après la Coupe du monde en 2007 qu'il devient un élément important dans l'effectif de Montpellier. Il est le premier choix de son entraîneur au poste de 2e ligne. Montpellier termine à la huitième place du Top 14 lors de la saison 2007-2008. Il est éliminé en quart de finale du Challenge européen par Worcester sur le score de 36 à 26.
La saison suivante n'est guère mieux pour Gorgodze et le MHR puisqu'ils terminent à la dixième place du Top 14 et sont éliminés lors des phases de poules en Challenge européen dans un groupe qui comporte Northampton, Bristol et Toulon. À l'issue de la saison 2008-2009, Gorgodze s'engage avec Brive pour la saison 2009-2010. Mais il change d'avis et reste finalement à Montpellier, qui doit verser une somme de 200 000 € à Brive.
La saison 2009-2010 est la même que la saison précédente, Gorgodze et Montpellier terminent une nouvelle fois 10es du Top 14 et sont éliminés en phase de poule du Challenge européen.
C'est lors de la saison 2010-2011 que Gorgodze et ses coéquipiers franchissent un cap. En effet, cette année-là, Montpellier termine à la sixième place du Top 14, ce qui lui donne une place de barragiste face à Castres. Montpellier l'emporte sur le score de 18-17 et rencontre le Racing Métro 92 en demi-finale. Montpellier l'emporte une nouvelle fois par le plus petit écart (26-25) et joue face au Stade toulousain en finale. La finale est perdue sur le score de 15-10, alors que le MHR menait 7 à 3 à la mi-temps. Lors de cette saison, Gorgodze est nommé meilleur joueur étranger par le Midi olympique. En Challenge européen, le MHR est éliminé en quart de finale par le Stade français sur le score de 32-28.  

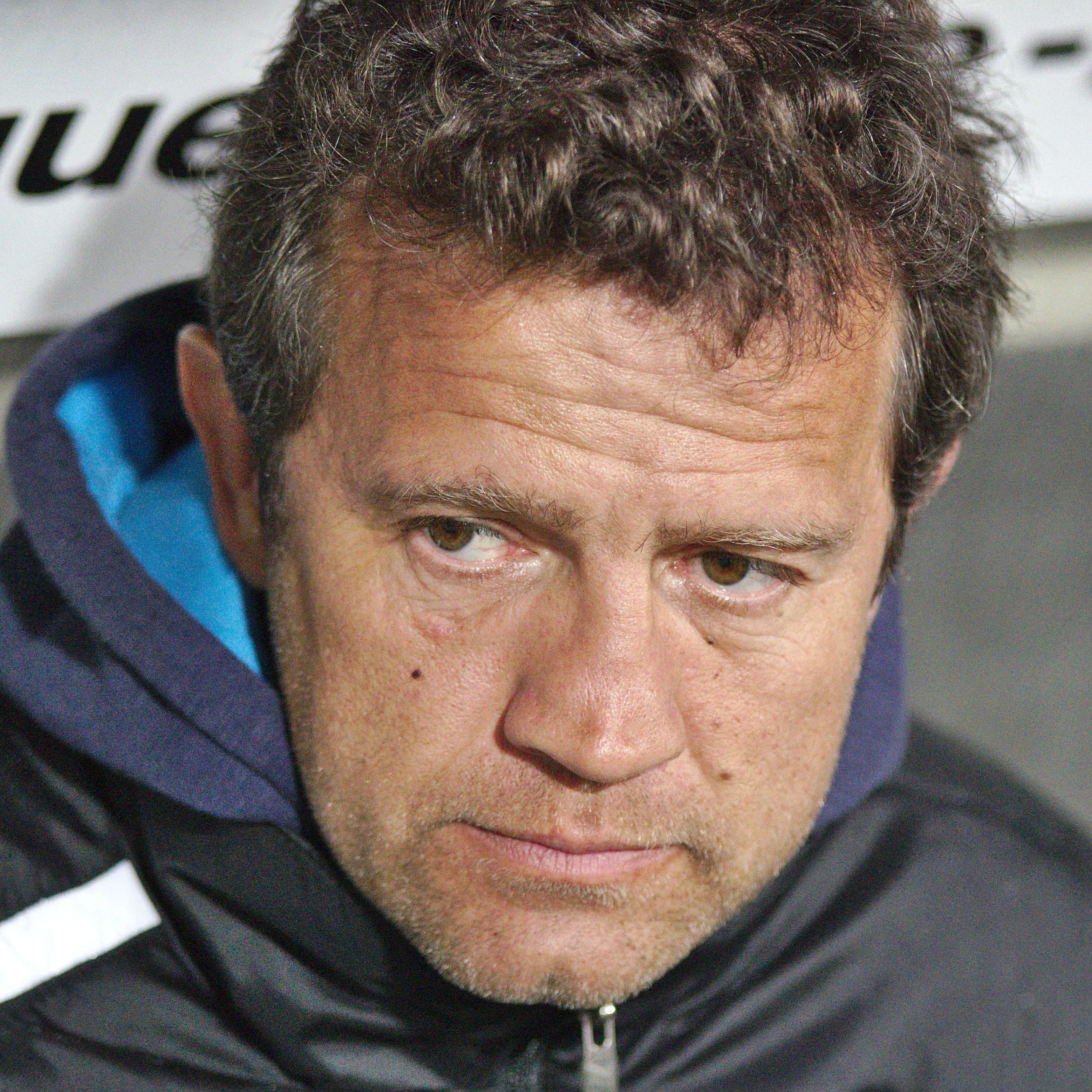
Fabien Galthié, entraîneur de Montpellier de 2010 à 2014, retrouve Mamuka Gorgodze au RC Toulon en 2017-2018.

Lors de la saison 2011-2012, le MHR joue pour la première fois la H-Cup. Il se retrouve dans le groupe du tenant du titre le Leinster, Glasgow et Bath. Il termine dernier de la poule avec deux matchs nuls (16-16 contre le Leinster et 13-13 contre Glasgow). En Top 14, Gorgodze se classe 5e avec son club et joue un match de barrage. C'est une revanche face à Castres, mais elle est perdue sur le score de 31 à 15.  

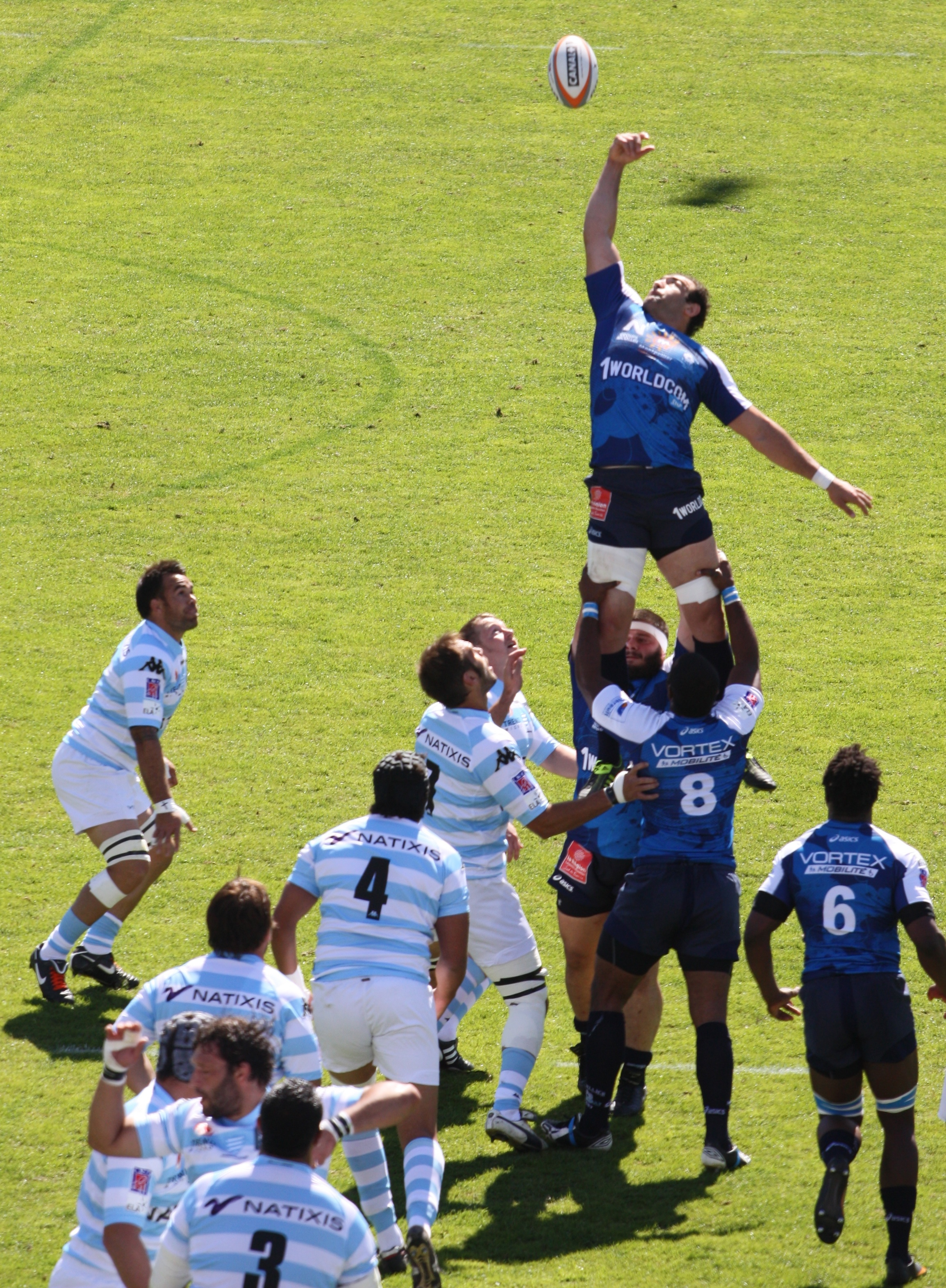
Prise en touche de Mamuka Gorgodze lors de la demi-finale du championnat de France 2011 face au Racing Metro 92.

Gorgodze et le MHR parviennent à se qualifier la saison suivante pour les quarts de finale de la H-Cup en terminant meilleurs deuxièmes dans un groupe qui comporte le RC Toulon, Cardiff Blues et Sale Sharks. Le quart de finale se joue le 16 avril face à l'ASM Clermont, futur finaliste, qui l'emporte sur le score de 36 à 14. En Top 14, Gorgodze et le MHR sont éliminés pour la deuxième année consécutive en barrage, après avoir terminé 5es du championnat. Ils rencontrent pour la troisième année consécutive le Castres olympique en barrage. Le score est de 25 à 12 pour Castres.   
Lors de la saison 2013-2014, Montpellier et Gorgodze terminent à la deuxième place du championnat, ce qui leur assure une place en demi-finale face à Castres. Mais, pour la troisième année consécutive, le MHR est éliminé par Castres. En H-Cup, Gorgodze et Montpellier ne parviennent pas à se qualifier pour les quarts de finale, dans un groupe qui comporte l'Ulster, Leicester Tigers et Trévise. À la fin de la saison, Gorgodze s'engage avec le RC Toulon, double champion d'Europe et champion de France en titre.

### Carrière au RC Toulon (2014-2020)
Il rejoint le RC Toulon en 2014, mais ne parvient pas à y devenir titulaire régulier, en raison de la concurrence féroce de nombreux internationaux sur ses deux postes de prédilections : en deuxième ligne (où il est en concurrence avec Romain Taofifenua, Juandré Kruger, Samu Manoa et Jocelino Suta entre autres), ou en troisième ligne (où il fait équipe avec Juan Martín Fernández Lobbe, Liam Gill, Duane Vermeulen, Juan Smith ou encore Charles Ollivon). Avec le club, il parvient deux nouvelles fois en finale du championnat de France, mais sans soulever le bouclier de Brennus.
Le 4 mai 2017, il annonce qu'il met un terme à sa carrière internationale après avoir porté à 71 reprises le maillot des Lelos, inscrivant 130 points. En septembre 2019 à la surprise générale il est sélectionné pour disputer la Coupe du monde au Japon et sort donc de sa retraite international deux après son dernier match en sélection.
Non conservé par le RC Toulon, il prend sa retraite sportive en fin de saison 2020. Il retourne alors dans son pays natal, où il intègre les rangs de la Fédération géorgienne.

## Palmarès

### En club
- Vice-champion de France en 2011 avec le Montpellier Hérault Rugby, et en 2016 et  2017 avec le RC Toulon.

### En équipe nationale
- Vainqueur du Championnat européen des nations (5) : 2008, 2010, 2012, 2014, 2016

## Statistiques en équipe nationale
- 75 sélections en équipe de Géorgie depuis 2003[2]
- 27 essais (135 points)
- Sélections par année : 2 en 2003, 8 en 2004, 5 en 2005, 8 en 2006, 3 en 2007, 3 en 2008, 6 en 2009, 6 en 2011, 5 en 2012, 8 en 2013, 3 en 2014, 8 en 2015, 4 en 2016, 2 en 2017, 4 en 2019

En Coupe du monde :
- 2007 : 3 sélections (Argentine, Irlande, Namibie)
- 2011 : 4 sélections (Écosse, Angleterre, Roumanie, Argentine)
- 2015 : 4 sélections (Tonga, Argentine, Nouvelle-Zélande, Namibie)
- 2019 : 4 sélections (Pays de Galles, Uruguay, Fidji, Australie)

## Distinction personnelle
Oscar du Midi olympique : meilleur joueur étranger 2011